# Numernes valnis
Numernes valnis este o arie protejată (arie specială de conservare — SAC, sit de importanță comunitară — SCI, arie de protecție specială avifaunistică — SPA) din Letonia întinsă pe o suprafață de 978,29 ha, integral pe uscat.

## Localizare
Centrul sitului Numernes valnis este situat la coordonatele 56°50′27″N 27°26′56″E / 56.8409°N 27.4488°E.

## Înființare
Situl Numernes valnis a fost declarat arie de protecție specială avifaunistică în decembrie 2003 pentru a proteja 6 specii de plante și 29 de specii de animale. Alte tipuri de protecție:
- sit de importanță comunitară (în mai 2004)
- arie specială de conservare (în mai 2004)[1][3][4]

## Biodiversitate
Situată în ecoregiunea boreală, aria protejată conține 14 habitate naturale: Lacuri eutrofice naturale cu vegetație de tip Magnopotamion sau Hydrocharition, Pajiști uscate seminaturale și facies de acoperire cu tufișuri pe substraturi calcaroase (Festuco-Brometalia) (* situri importante pentru orhidee), Pajiști fino-scandinave uscate până la mezice, bogate în specii de altitudine mică, Turbării active, Mlaștini turboase de tranziție și turbării mișcătoare, Izvoare fino-scandinave și mlaștini produse de izvoare bogate în minerale, Mlaștini calcaroase cu Cladium mariscus și specii de Caricion davallianae, Taiga vestică, Păduri caducifoliate bătrâne naturale hemiboreale fino-scandinave (Quercus, Tilia, Acer, Fraxinus sau Ulmus) bogate în specii epifite, Păduri fino-scandinave bogate în ierburi cu Picea abies, Păduri de conifere pe eskere fluvioglaciare sau legate la acestea, Păduri caducifoliate de mlaștină fino-scandinave, Mlaștini împădurite, Păduri aluvionare cu Alnus glutinosa și Fraxinus excelsior (Alno-Padion, Alnion incanae, Salicion albae).
La baza desemnării sitului se află mai multe specii protejate:
- plante (6): turiță (Agrimonia pilosa), papucul doamnei (Cypripedium calceolus), Dianthus arenarius subsp. arenarius, moșișoare (Liparis loeselii), dedițelul (Pulsatilla patens), ochii-șoricelului (Saxifraga hirculus)
- păsări (21): acvilă țipătoare mică (Aquila pomarina), cocoșul de mesteacăn (Bonasa bonasia), buhai de baltă (Botaurus stellaris), caprimulg (Caprimulgus europaeus), chirighiță neagră (Chlidonias niger), barză neagră (Ciconia nigra), erete de stuf (Circus aeruginosus), lebădă de iarnă (Cygnus cygnus), ciocănitoare cu spate alb (Dendrocopos leucotos), ciocănitoare neagră (Dryocopus martius), muscar (Ficedula parva), ciuvică (Glaucidium passerinum), cocor (Grus grus), sfrâncioc roșiatic (Lanius collurio), ciocârlie de pădure (Lullula arborea), viespar (Pernis apivorus), ciocănitoare de munte (Picoides tridactylus), ciocănitoare verzuie (Picus canus), chiră de baltă (Sterna hirundo), huhurezul mic (Strix uralensis),  cocoș de munte (Tetrao urogallus)
- mamifere (1): vidră de râu (Lutra lutra)
- nevertebrate (7): Boros schneideri, Dytiscus latissimus, Graphoderus bilineatus, libelule (Leucorrhinia pectoralis), fluturele purpuriu (Lycaena dispar), Vertigo angustior, Vertigo geyeri

Pe lângă speciile protejate, pe teritoriul sitului au mai fost identificate 47 de specii de plante, 2 specii de păsări, 3 specii de mamifere, 20 de specii de nevertebrate, 11 specii de pești.